# Mildbraediodendron excelsum
Mildbraediodendron excelsum är en ärtväxtart som beskrevs av Hermann August Theodor Harms. Mildbraediodendron excelsum ingår i släktet Mildbraediodendron och familjen ärtväxter. Inga underarter finns listade i Catalogue of Life.